# MRAP

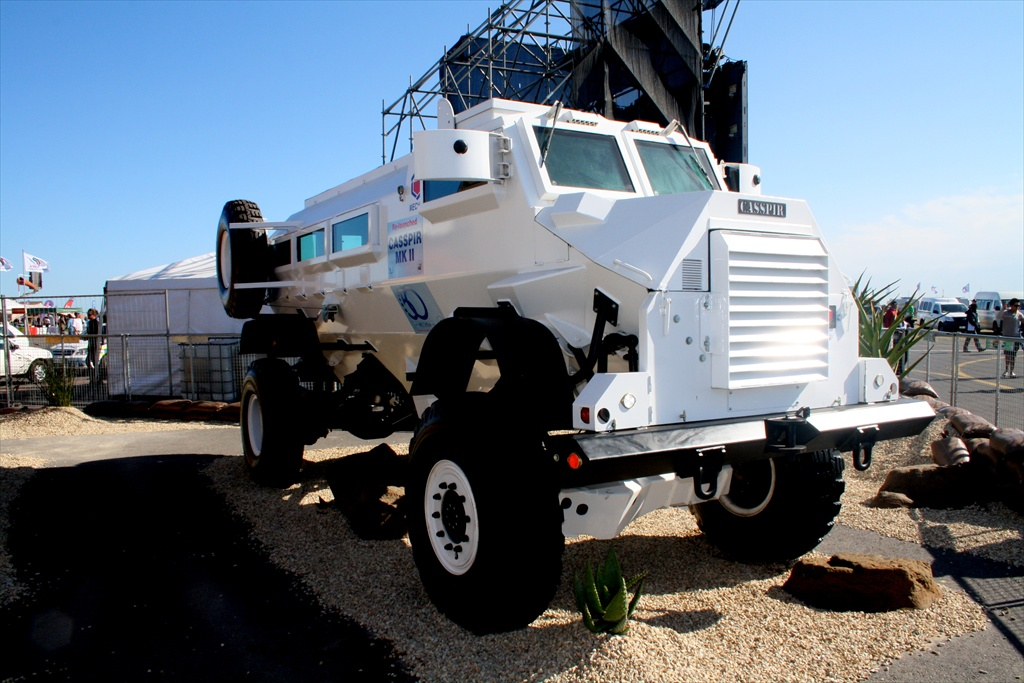
Jihoafrické vozidlo Casspir Mk.II

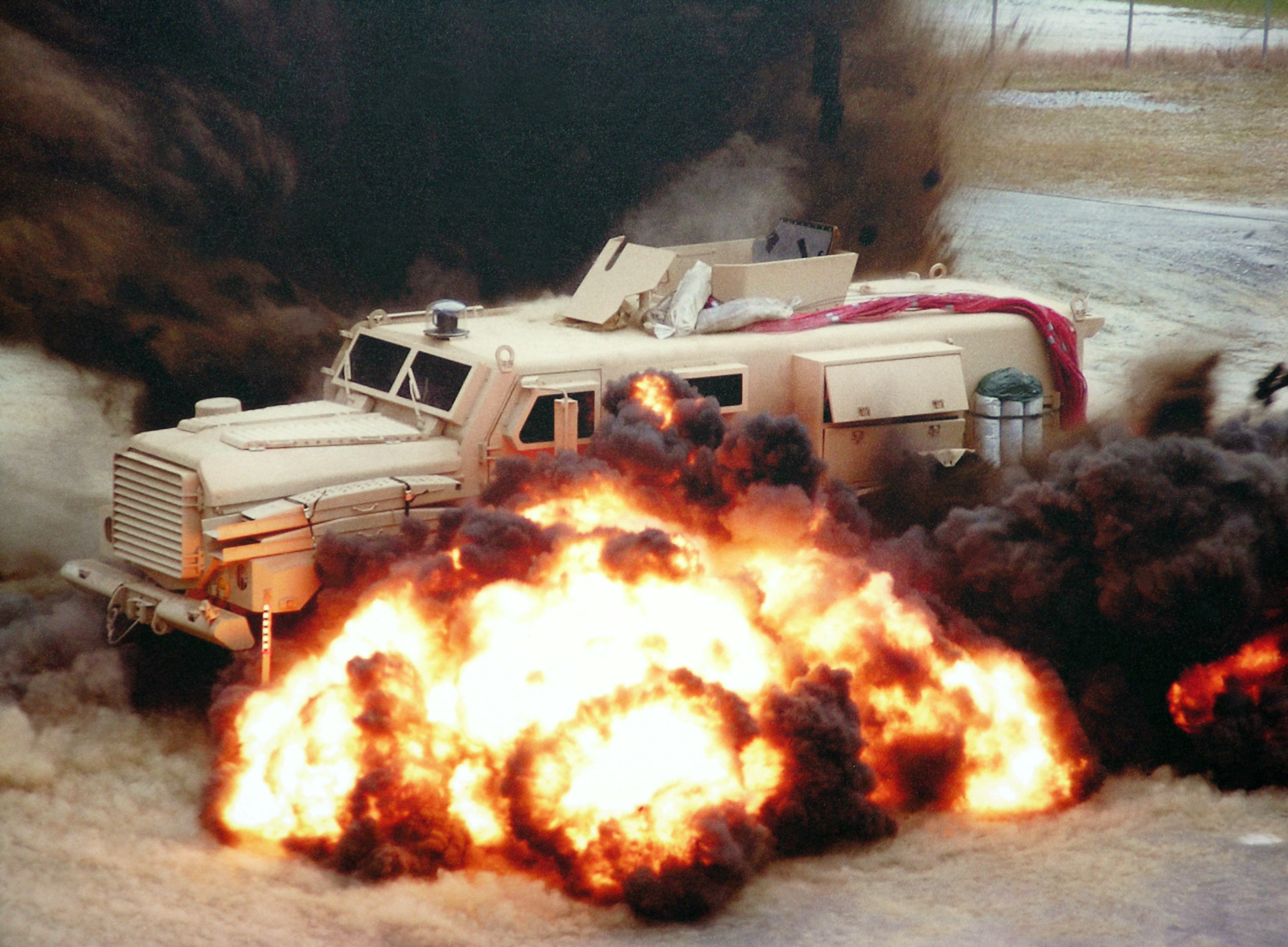
Zkušební odpal výbušnin pod vozidlem MRAP Cougar

Zkratkou MRAP (z angl. Mine Resistant Ambush Protected) jsou označována obrněná vozidla navržená s důrazem na odolnost proti účinkům exploze min a improvizovaných výbušných zařízení (IED). Program s názvem „Joint Service MRAP“ zahájily americké ozbrojené síly v prosinci 2006 v reakci na ztráty způsobené povstaleckými útoky pomocí min, IED, RPG-7 a ručních zbraní na nedostatečně chráněné terénní a nákladní automobily (např. HMMWV) za války v Iráku.
Charakteristickou vlastností vozidel MRAP je jejich vysoký profil daný tvarováním spodní části do písmene V za účelem odklonění výbuchu mimo kabinu posádky.
Kromě výše uvedených výhod mají vozidla tohoto typu také nevýhody, mezi které patří:
- značná hmotnost vozidla a z toho vyplývající obtíže při přepravě (např. letecky) a během provozu: vysoká spotřeba paliva, obtíže při překonávání terénu (např. snadné zakopávání v písčitém terénu, nemožnost překonávat mosty s nízkou nosností).
- vysoká výška vozidla - usnadňuje zpozorování a střelbu na nepřítele.
- vysoké těžiště snižující stabilitu vozidla a zvyšující pravděpodobnost jeho převrácení, zejména v hornatém terénu (takový terén převládá např. v Afghánistánu).

Řešením těchto problémů byla konstrukce lehkých obrněných vozidel s dostatečnou protiminovou a balistickou ochranou (v USA program Joint Light Tactical Vehicle), případně těžších vozidel, ovšem s lepší průchodností terénem (například francouzský Titus na podvozku Tatra).